# 채경철
채경철(1949년 11월 16일 ~ 2024년 1월 15일)은 대한민국의 교수이다.

## 학력
- 서울고등학교 (졸업)
- 서울대학교 (물리학 / 학사)
- 오하이오주립대학교 (산업공학 / 석사)
- 오하이오주립대학교 (산업공학 / 박사)

## 경력
- KAIST 산업및시스템공학과 교수

## 생애
그는 KAIST 산업및시스템공학과 교수로 지냈다. 교수 시절 확률모형 연구실에서 통계, OR, 추계적 과정, 대기행렬 등의 과목을 통해서 강의했다. 쉬운 강의와 명쾌한 해석으로 소문난 강의를 선보인 것으로 유명했다. 또한 2014년 Best Teacher상을 수상했다. 이후 2015년 정년퇴임했다. 

### 사망
2024년 1월 15일 심장병으로 사망하였다. 향년 75세.